# 因阿迈纳斯人质事件
因阿迈纳斯人质事件（英語：In Aménas hostage crisis）是指2013年1月发生在非洲阿尔及利亚伊利济省因阿迈纳斯镇的一起人质绑架事件，作案人是“2002年伊斯兰恐怖分子袭击马格里布地区事件”的制造者基地组织北非分支蒙面旅，本次绑架行动的动机是伊斯兰恐怖分子回应几天前阿尔及利亚政府开放领空让法国战机帮助其镇压伊斯兰恐怖分子在马里的叛乱。

## 事件
2013年1月16日清晨，大约20名伊斯兰恐怖分子在阿尔及利亚伊利济省因阿迈纳斯镇天然气加工厂附近袭击了1辆载有3名汽车工人的车子，该地距离阿尔及利亚和利比亚的西部边界约60公里。有报道称，伊斯兰恐怖分子试图用人质来试验他们的炸药装置。1名英国籍和1名阿尔及利亚籍的保安在伊斯兰恐怖分子发起攻击的最初阶段死亡，另外有7人受伤。事件发生后，阿尔及利亚安全部队迅速包围了因阿迈纳斯镇天然气加工厂。
1月17日中午，阿尔及利亚军队对因阿迈纳斯镇天然气加工厂发起攻击，以夺回工厂和解救人质。
1月17日下午，阿尔及利亚军队使用武装直升机与重型武器的特种部队和突击队开始进攻。阿尔及利亚治安部门方面称，30名人质和11名武装分子在耗时8小时的救援突袭中丧生。据毛里塔尼亚的一家新闻机构称，伊斯兰恐怖分子自己则声称他们有14人丧生，另外34名人质丧生，他们都死于阿尔及利亚军方的轰炸。1名伊斯兰恐怖分子和毛里塔尼亚新闻机构谈话时说，7名人质仍被劫持，其中3名比利时人、2名美国人、1名日本人和1名英国人。阿尔及利亚治安部门方面证实，大约25名外国人质逃离了天然气加工厂，包括2名日本人。当地媒体称，至少180名阿尔及利亚工人逃离或被释放，其他人则仍然在天然气加工厂。
1月21日，阿爾及利亞總理塞拉勒公布，此事件共造成37名人質喪生，7人仍然失蹤。另有29名恐怖分子被擊斃，3人生擒。

## 人质
各种报告称人质的年龄大约是20岁到40岁之间，毛里塔尼亚的新闻机构称，其中41人是外国侨民，其中有13名挪威人、7名美国人、5名日本人、1名爱尔兰人，剩余的是法国人、罗马尼亚人、英国人。法国新闻频道“法国24”的报道引述1名法国人质的话称，人质来自英国、日本、菲律宾和马来西亚。阿尔及利亚外交部长卡比拉说绑匪大约绑架了20名人质。日本人质都是日本工程巨头日挥株式会社的员工。
2013年1月17日清晨，一名阿尔及利亚安全官员告诉美联社，至少有20名外国人逃脱了，包括美国人和欧洲人。阿尔及利亚电视频道说，15名外国人（包括一对法国夫妇）逃了出来，而早些时候，阿尔及利亚新闻服务通讯社说30名阿尔及利亚工人也设法解救自己。
该天然气加工厂由英国石油公司、阿尔及利亚国家石油天然气公司、挪威国家石油公司共同经营，靠近阿尔及尔东南部约1,300公里（810英里），距离因阿迈纳斯镇40公里（25英里），毗邻利比亚边界。

### 已知受難人數
| 國家       | 死亡人數 | 失蹤人數 |
| ---------- | -------- | -------- |
| 日本       | 10       | 0        |
| 菲律賓     | 8        | 2        |
| 英国       | 5        | 0        |
| 挪威       | 5        | 0        |
| 美国       | 3        | 0        |
| 马来西亚   | 2        | 0        |
| 羅馬尼亞   | 2        | 0        |
| 阿尔及利亚 | 1        | 0        |
| 哥伦比亚   | 1        | 0        |
| 法國       | 1        | 0        |
| 合計       | 38       | 2        |

## 当事国反应
- 法國 — 法国总统弗朗索瓦·奥朗德表示：“法国相信阿尔及利亚政府能够找到解决人质事件的‘最好办法’。”[11]并认为应对恐怖分子继续持强硬态度。[20]他说：“阿尔及利亚人质事件的发生表明，法国出兵马里的决定是正确的。”[21]
- 挪威 — 挪威首相延斯·斯托尔滕贝格说，13名挪威公民遭绑架。[11]
- 愛爾蘭 — 爱尔兰副总理埃蒙·吉尔摩告诉媒体：“政府已经准备利用各种渠道，确保我们的公民被尽快拯救。”[22]
- 羅馬尼亞 — 罗马尼亚外交部证实有1名罗马尼亚公民被绑架成人质，外交部将提高监视级别和解决由此发生的问题。[23][24]
- 英国 — 英国外交大臣威廉·黑格在事发后第二天确认有英国公民丧生。英国首相大卫·卡梅伦表示当事情发生后，他接到阿尔及利亚政府的情报，解救人质仍然在继续并没有结束。[25]并对阿方未提前告知英国其营救计划而感到“失望”。英国防卫大臣哈蒙德则表达了对阿尔及利亚政府的不满认为“这场人质危机以牺牲生命为代价是骇人听闻和不可接受的。”
- 美国 — 美国国防部长莱昂·帕内塔说：“这次绑架事件是‘一起十分严重的事件’，美国强烈谴责这类‘恐怖行动’，将采取‘一切必要和合适的措施’。”[3]美国国务院发言人盧嵐表示，有数量不明的美国公民被绑架成人质。[5]
- 日本 — 日本首相安倍晋三就人质救援计划的策略作出指示。[26]日本内阁官房长官菅义伟在记者会上表示，政府会全力救出被绑架的全部人质。[27]2013年1月20日安倍与阿政府领导人塞拉勒在电话会谈时对阿尔及利亚政府的所作所为表示了强烈抗议，认为阿政府没有遵从日本政府的要求是不正确的。[28]